# IPhone Xs
El iPhone XS ("XS" pronunciado «diez ese» por tratarse del número romano X, es decir, 10) es un teléfono inteligente de gama alta, diseñado, desarrollado y comercializado por Apple. Fue anunciado el 12 de septiembre de 2018 y tiene entre sus principales características una pantalla de 5.8 pulgadas (147,3 mm); dimensiones de 143,6 mm de alto, 70,9 mm de ancho, 7,7 mm de grosor y un peso de 177 g; capacidades de 64 GB, 256 GB y 512 GB; procesador A12 Bionic; cámara dual de 12 y otra de zoom x2 de 12 megapixeles entre otros.

## Formato
El iPhone XS está disponible en colores oro, gris espacial y plata con una memoria en versiones de 64 GB, 256 GB y 512 GB. Posee una pantalla Super retina HD, OLED Multitouch HDR, con un contraste de 1 000 000:1 con bordes redondeados. Su pantalla es True Tone con gama cromática amplia P3, un brillo máximo de 625 cd/m2 y cubierta antihuellas.

## Pantalla
El iPhone XS dispone de una pantalla "super retina" HD, OLED Multitouch HDR. El modelo XS tiene  una pantalla de 6,47 pulgadas y una resolución de 2.436 × 1.125, contando así con 458 píxeles por pulgada. Actualmente Apple la considera la pantalla con mayor nitidez, gama cromática y densidad de píxeles de todos sus dispositivos del momento.

### True tone
El dispositivo cuenta con un sensor de luz de seis canales que permite ajustar sutilmente el balance de blancos de la pantalla adaptándolo a la temperatura del color de la luz que le rodea. Con este trabajo se intenta reducir la fatiga visual.

### Resistencia al agua
Se ha conseguido realizar una carcasa más resistente al agua, sellada al milímetro al borde de acero inoxidable. Es un dispositivo resistente a las salpicaduras, el agua y el polvo, aunque Apple admite que esta resistencia no es permanente y puede disminuir como consecuencia del uso habitual. También se determina que puede sumergirse hasta dos metros bajo agua durante 30 minutos según unas pruebas realizadas bajo control en un laboratorio. El modelo ha obtenido un resultado IP68 según la norma IEC 60529 (hasta 2 metros de profundidad durante un máximo de 30 minutos).

### Botón de inicio
Al igual que en el modelo anterior, Apple se ha deshecho del botón de inicio. Las funciones que se podían realizar a través de este botón han sido sustituidas por otras acciones a través de otros gestos:

#### Inicio
Para volver a la pantalla de inicio, acción que se hacía pulsando una vez el antiguo botón Home del iPhone, ahora se realiza deslizando el dedo desde la parte inferior de la pantalla hacia arriba. 

#### Multitarea
Para poder ver el menú de multitarea, se debe deslizar el dedo de la parte inferior de la pantalla hacia arriba y mantenerlo pulsado. Antes se podía abrir este menú pulsando dos veces seguidas en el botón Home. 

#### Centro de control
El centro de control es un menú a partir del que se pueden realizar acciones variadas como variar el brillo o el volumen, controlar el sistema AirDrop, el Modo Avión, la linterna, la música, el modo de bajo consumo, etc. Es un menú que puede ser personalizado según las necesidades o los gustos del usuario. Para poder acceder se debe deslizar el dedo desde la parte superior derecha hacia abajo. La acción se realizaba antes deslizando el dedo desde la parte inferior hacia arriba (totalmente al contrario). 

#### Siri
Siri es el asistente personal de Apple disponible en el dispositivo móvil. Se puede acceder a él mediante el uso de la función "Oye Siri" o manteniendo pulsado el botón lateral derecho. Esta acción anteriormente se realizaba manteniendo pulsado el botón Home.

## Face ID
El sistema de seguridad del iPhone pasa a ser un reconocimiento facial a través de una serie de mecanismos que se encuentran en la parte superior de la pantalla. Este reconocimiento facial permite desbloquear el teléfono, iniciar sesión en aplicaciones o cuentas personales y pagar mediante método Apple Pay. Además dispone del llamado reconocimiento adaptativo, que reconoce los cambios en el aspecto de la persona, ya sea desde dejarse crecer barba hasta ponerse unas gafas de sol. Las acciones que se pueden realizar a través del Face ID son:
- Desbloquear el iPhone.
- Iniciar sesión en cuentas y apps.
- Usar Apple Pay en tiendas.
- Usar Apple Pay en apps y webs.

Para poder realizar el trabajo, el reconocimiento facial contiene diferentes elementos que trabajan conjuntamente para poder reconocer al usuario. 
- Cámara de infrarrojos: analiza el patrón de puntos, captura la imagen y envía los datos al Secure Enclave del chip A12 Bionic para confirmar que coinciden.
- Iluminador IR: es una luz infrarroja invisible permite identificar el rostro incluso con poca visibilidad.
- Proyector de puntos: más de 30.000 puntos invisibles se proyectan sobre el rostro de la persona para crear un mapa facial único.

## Cámara
La cámara del iPhone incluye algunas mejoras en el funcionamiento y resultado de la captación tanto fotográfica como de vídeo.

#### HDR inteligente
Es una prestación que saca el máximo partido a un procesador de señal de imagen mejorado, algoritmos avanzados y sensores aún más rápidos para añadir detalle a las luces y sombras de las fotografías. 

#### Bokeh y Control de Profundidad
Permite añadir a los retratos un efecto bokeh, que desenfoca el fondo para lograr imágenes de calidad profesional. Además, con el nuevo Control de Profundidad se puede ajustar la profundidad de campo después de hacer la foto.

#### Sensor
El sensor de la cámara contiene píxeles más profundos y para mejorar la fidelidad de imagen, y más amplios para que el sensor capte más luz. Esto permite mejorar la calidad de las imágenes captadas con poca luz. 

#### Modo retrato
A través de la cámara se consigue detectar los rostros de las personas que aparecen en las imágenes. Esto permite aplicar efectos creativos de Iluminación de Retratos. Las fotos en modo Retrato registran información sobre los diferentes planos de la escena para poder ajustar de forma manual la profundidad de campo y añadir efectos creativos de Iluminación de Retratos (Luz Natural, Luz de Estudio, Luz de Contorno, Luz de Escenario y Luz de Escenario Mono).

#### Vídeo en 4K y sonido estéreo
El iPhone XS permite la grabación de imágenes en resolución 4K. Además cuenta con la grabación y reproducción del sonido en estéreo. 

### Trasera
En la parte posterior se encuentra una cámara dual de 12 MegaPixeles. Cuentan con una apertura de diafragma de f/1,8 en la lente gran angular y una apertura de f/2,4 en el teleobjetivo. Consta de estabilización óptica de la imagen y de grabación vídeo 4K de hasta 60 f/s. Además permiten un zum óptico x2 y un zum digital hasta x10.

### Delantera
En la parte superior de la pantalla se encuentra la cámara frontal TrueDepth de 7 MegaPixeles. Cuenta con una apertura de diafragma de f/2,2 en gran angular, estabilización en vídeo, grabación a 1080p y hasta 60 f/s. Finalmente también contiene las opciones de selfies en Modo Retrato, Animoji y Memoji.

## iPhone XS Max
El iPhone XS Max («diez ese Max») es un teléfono inteligente, desarrollado y comercializado por Apple. Se puede considerar una variante un poco más amplia la pantalla del iPhone XS, con una pantalla más grande de 6,5 pulgadas, con una resolución de 2688 x 1242, por lo tanto, mantiene los píxeles a 458 ppi En general mantiene las mismas características que el iPhone XS, pero contiene algunas mejoras básicamente centradas, obviamente, en las dimensiones y en la duración de la batería, que hacen que el precio del producto sea mayor. 
| iPhone XS                                                   | iPhone XS Max                                               |
| ----------------------------------------------------------- | ----------------------------------------------------------- |
| Hasta 30 minutos más de autonomía que en el iPhone X        | Hasta 1,5 horas más de autonomía que en el iPhone X         |
| Tiempo en conversación (modo inalámbrico): - Hasta 20 horas | Tiempo en conversación (modo inalámbrico): - Hasta 25 horas |
| Navegación por Internet: - Hasta 12 horas                   | Navegación por Internet: - Hasta 13 horas                   |
| Reproducción de vídeo (modo inalámbrico): - Hasta 14 horas  | Reproducción de vídeo (modo inalámbrico): - Hasta 15 horas  |
| Reproducción de audio (modo inalámbrico): - Hasta 60 horas  | Reproducción de audio (modo inalámbrico): - Hasta 65 horas  |
| Carga rápida: - Hasta un 50% en 30 minutos                  | Carga rápida: - Hasta un 50% en 30 minutos                  |